# Paul Thürey
Paul Thürey (* 16. Juli 1903 in Hamburg; † 26. Juni 1944 ebenda) war ein deutscher Maschinenbauer, Kommunist und Widerstandskämpfer gegen den Nationalsozialismus.

## Leben
Paul Thürey wuchs mit drei älteren Geschwistern in der Hamburger Rosenstraße 17 auf. Nach dem Volksschulabschluss erlernte er die Handwerksberufe Schlosser und Maschinenbauer. Bereits während seiner Lehrzeit wurde er Mitglied des DMV und der sozialistischen Arbeiterjugendbewegung. Ab 1920 war er Mitglied der KPD, ab 1922 auch als Funktionär der Agitprop-Abteilung der Hamburger KPD. Erwerbsarbeit fand er nur vorübergehend bei der Deutschen Werft und bei anderen Werften und Maschinenbaufirmen in Hamburg.
1933 heiratete er Magda Bär, mit der er einen Seifenladen eröffnete, der im Widerstand gegen den Nationalsozialismus mit Beginn des Zweiten Weltkriegs eine wichtige Verbindungsstelle der Bästlein-Jacob-Abshagen-Gruppe wurde.

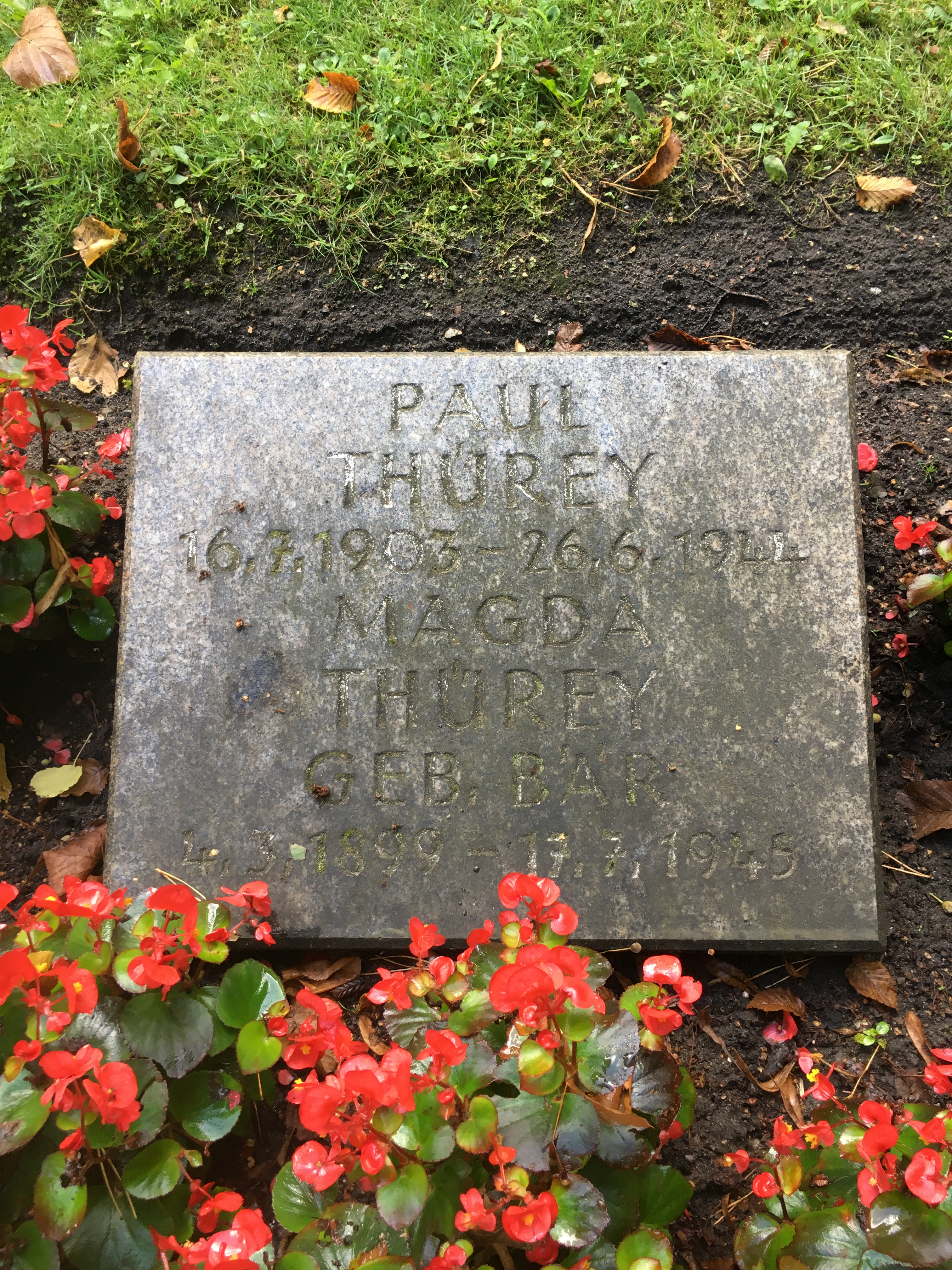
Grabplatte auf dem Ehrenfeld der Geschwister-Scholl-Stiftung

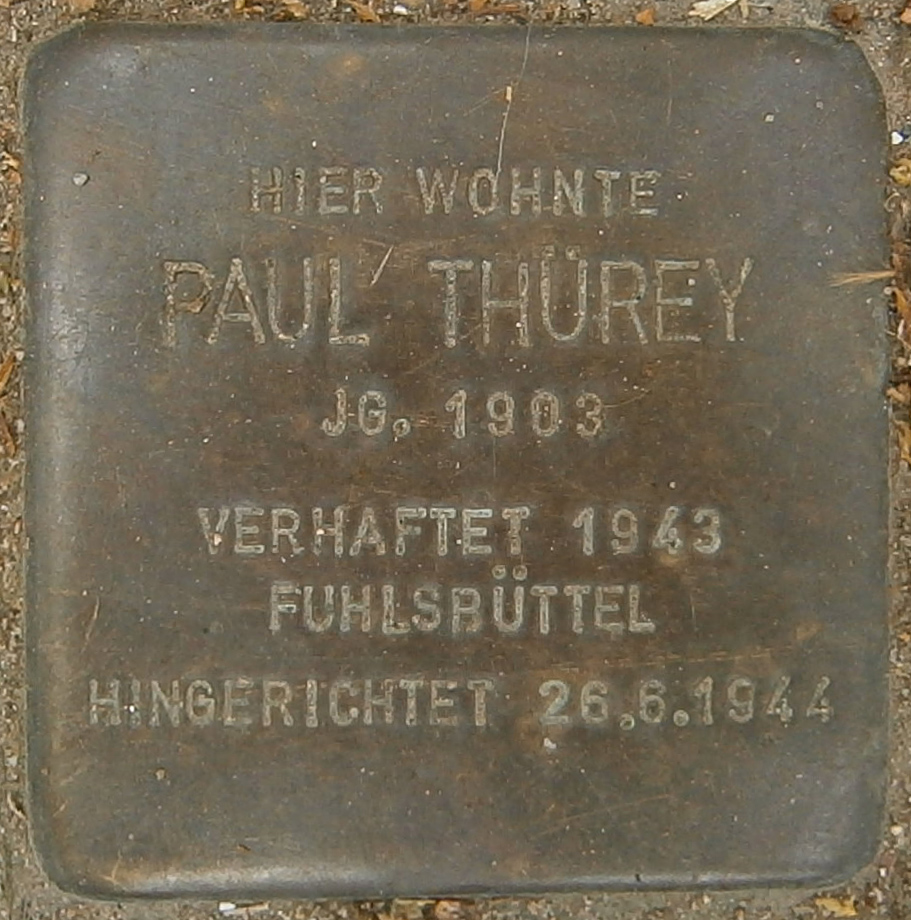
Stolperstein in der Emilienstraße 30

1939 erhielt er wieder eine Anstellung in dem Rüstungsbetrieb Conz-Elektromotoren-Werke in Hamburg-Bahrenfeld, in dem er auch seine Ausbildung gemacht hatte. Dort wurde er Betriebsvertrauensmann der Industriegruppe Metall der Deutschen Arbeitsfront und gleichzeitig ab 1940 der Hauptkontakt der Widerstandsbewegung zu diesem Betrieb.
In der Nacht vom 20. zum 21. Oktober 1942 wurde er von der Gestapo verhaftet. Im Hamburger Kommunistenprozess wurde er zum Tod verurteilt und am 26. Juni 1944 zusammen mit Erich Heins, Karl Kock, Hans Köpke, Otto Mende, Ernst Mittelbach, Walter Reber, Wilhelm Stein, Kurt Vorpahl und Oskar Voss im Hamburger Untersuchungsgefängnis enthauptet.

## Ehrungen
- Das Ehepaar Thürey ist auf dem Ehrenfeld der Geschwister-Scholl-Stiftung auf dem Friedhof Ohlsdorf im Planquadrat Bn 73 Nr. 93 begraben.[2]
- 1981 wurde in Hamburg-Niendorf die Thüreystraße nach Magda und Paul Thürey benannt.[3]
- Am 22. April 1987 wurde eine Namenstafel am Mahnmal Tisch mit 12 Stühlen zu Ehren der Widerstandskämpfer in Hamburg-Niendorf angebracht.
- In der Emilienstraße 30, seinem letzten Wohnhaus vor der Verhaftung, wurde ein Stolperstein für ihn verlegt. Ein zweiter liegt vor dem Untersuchungsgefängnis in Hamburg-Neustadt.